# Azète
L'azète est un composé chimique de formule (HC)3N. Il s'agit d'un hétérocycle insaturé à trois atomes de carbone et un d'azote. Il possède deux doubles liaisons conjuguées à quatre électrons π qui en font un composé antiaromatique.
L'azète est très instable et dimérise même à basse température. Afin de le stabiliser, on le prépare généralement avec des groupes stériquement encombrants qui évitent les polymérisations spontanées. C'est par exemple le cas du tri-tert-butyle-azète :

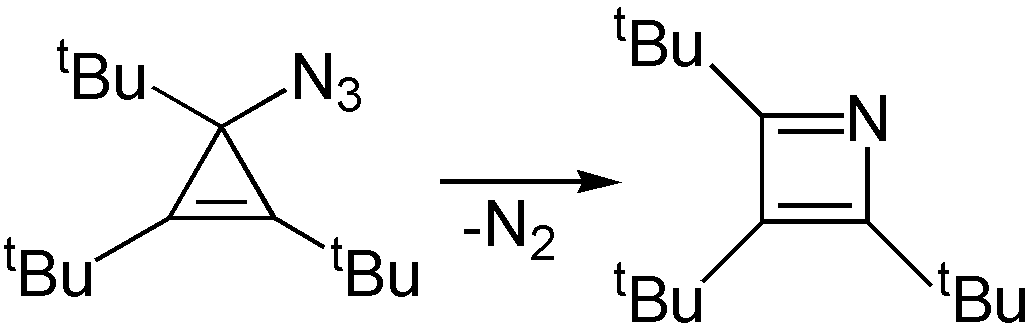
Préparation du tri-tert-butyle-azète.